# 痩果

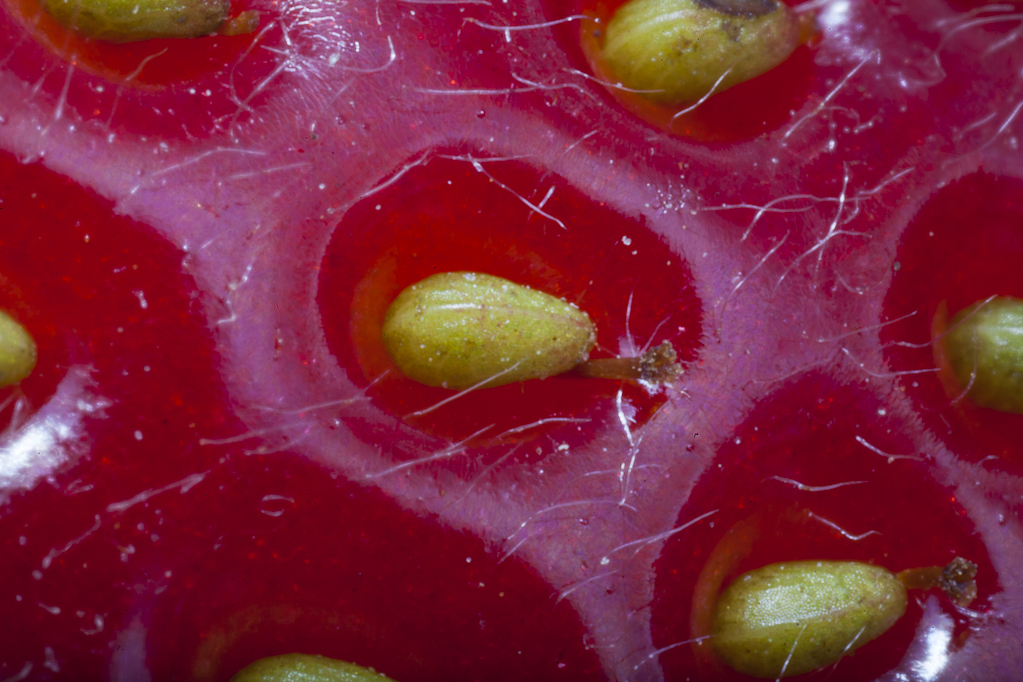
イチゴ（バラ科）の花托上の痩果

痩果（そうか、英: achene, akene, achaenium, achenium, achenocarp）とは、果実の1型であり、果皮が乾燥して1個の種子を包み、裂開しない果実のことである。カヤツリグサ、ニリンソウ、ヤブマオなどに見られる。外見上は1個の種子のように見えるためしばしば「種（たね）」とよばれるが（例: ヒマワリの種）、実際には種子ではなく1個の種子を含む果実である。
狭義には子房上位（雌しべにおいて種子のもととなる胚珠を含む部分である子房が、花弁や雄しべ基部よりも上部についていること）で1枚の心皮（雌しべを構成する葉的要素）からなるものに限られるが、ふつう子房下位や複数の心皮からなるものでも同様の特徴をもつものは痩果とよばれる。

## 定義

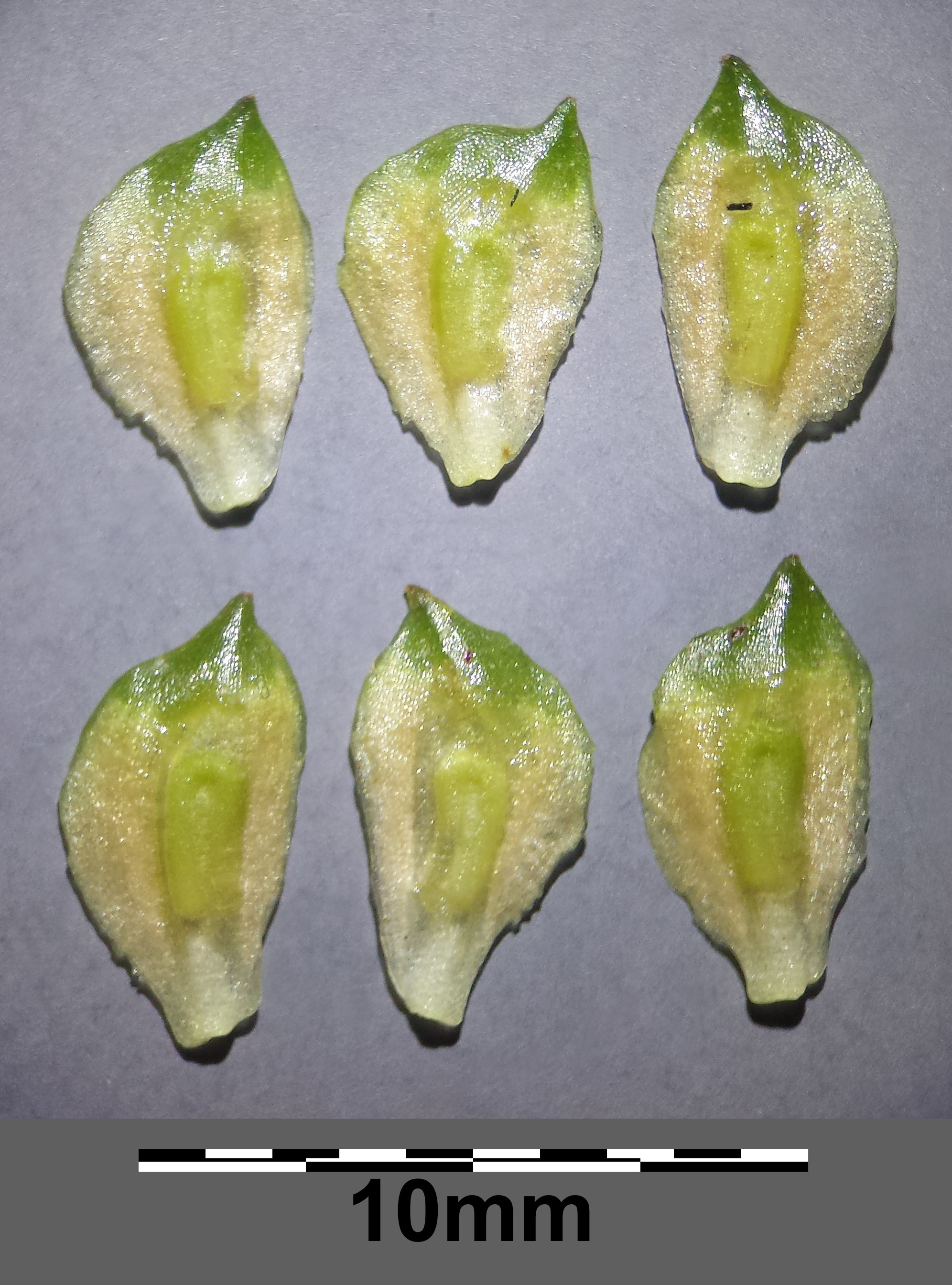
オモダカ属（オモダカ科）の痩果

狭義には、子房上位で1心皮からなり、成熟した状態で果皮は乾燥しており、1種子を密に包んでいるが果皮と種皮は合着しておらず、裂開しない果実は痩果とよばれる。このような痩果は、ロウバイ（ロウバイ科）、オモダカ（オモダカ科）、ヒルムシロ（ヒルムシロ科）などに見られる。

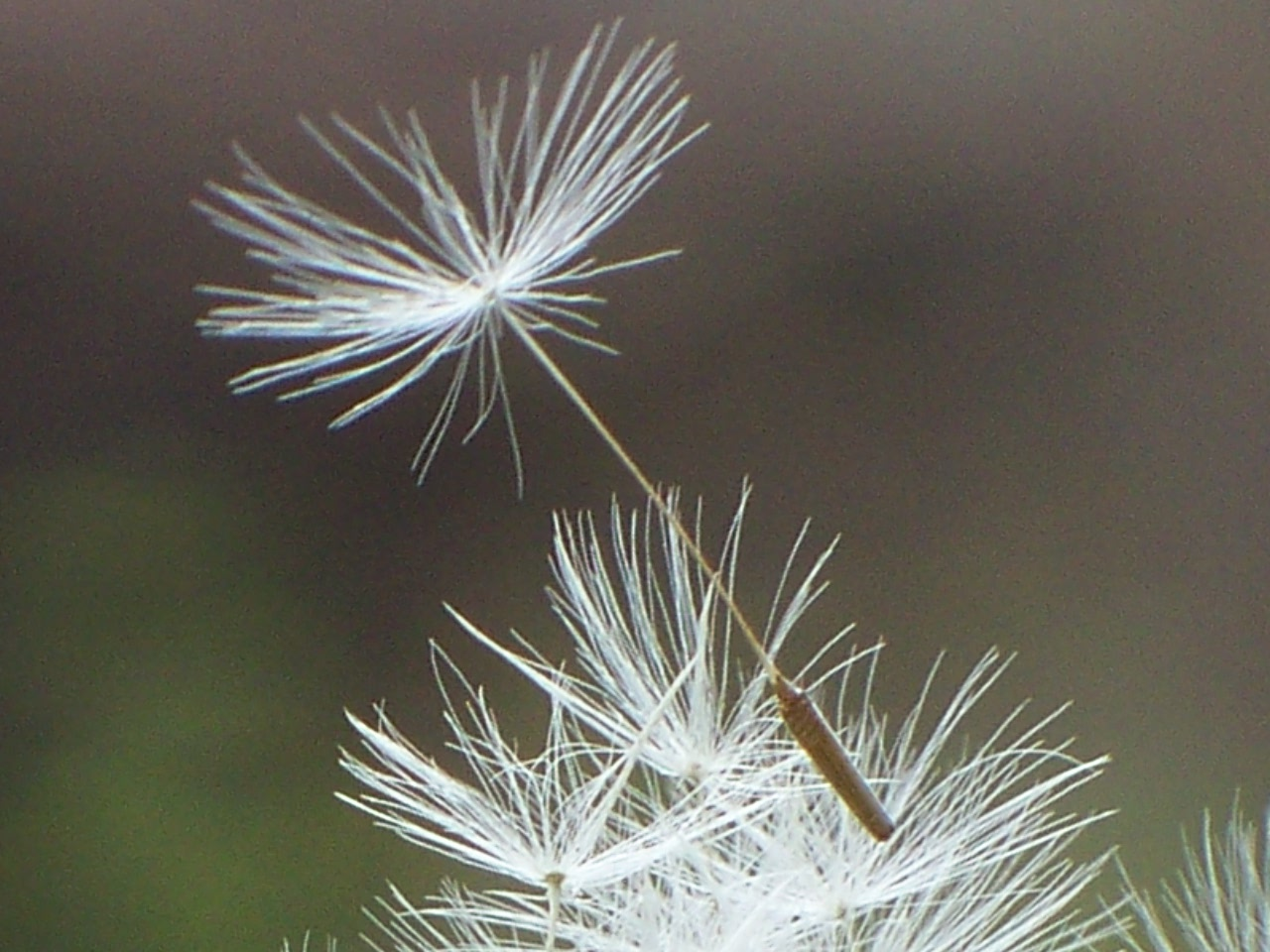
タンポポ（キク科）の冠毛をつけた痩果（下位痩果）

しかし複数の心皮からなるものでも、類似した特徴をもつ果実はふつう痩果とよばれる。このような果実は、コウボウムギ、ワタスゲ、ヒメクグ（カヤツリグサ科）、イヌタデ（タデ科）などに見られる。
またノアザミ、タンポポ、ノゲシなどキク科の果実も複数の心皮からなる痩果であるが、子房下位（子房が花弁や雄しべ基部よりも下部についており、子房は花托で囲まれている）であることから、特に下位痩果（菊果、cypsela）とよばれることがある。下位痩果では、子房に由来する果皮が花托で覆われていることになる。下位痩果は、ツルカノコソウやオミナエシ、マツムシソウ（スイカズラ）などにも見られる。
イネ科の果実も痩果の一型であるが、果皮と種皮が密接してふつう合着しており、内穎や護穎（花を包んでいた萼や苞）に包まれている点で特異であるため、特に穎果（caryopsis, grain）とよばれる。痩果や穎果と同様に1種子を含む非裂開性の乾果として堅果（nut, glans）があるが、堅果は果皮が堅く木質化する点で区別される。ただし痩果と堅果の区分は明瞭ではなく、カヤツリグサ科やタデ科の果実は痩果とされることも堅果（または小堅果）とされることもある。また1種子を含む非裂開性（または裂開性）の乾果として、他にヒユ科に見られる胞果（utricle）があるが、胞果は果皮が種子をゆるく包んでいる点で痩果と区別される。
ユリノキ（モクレン科）やフサザクラ（フサザクラ科）、ニレ（ニレ科）、ニワウルシ（ニガキ科）などの果実は上記の痩果の定義に合う果実を形成するが、果皮が発達して翼状の構造を形成するため、特に翼果（samara）とよばれる。

## 痩果からなる集合果と複合果

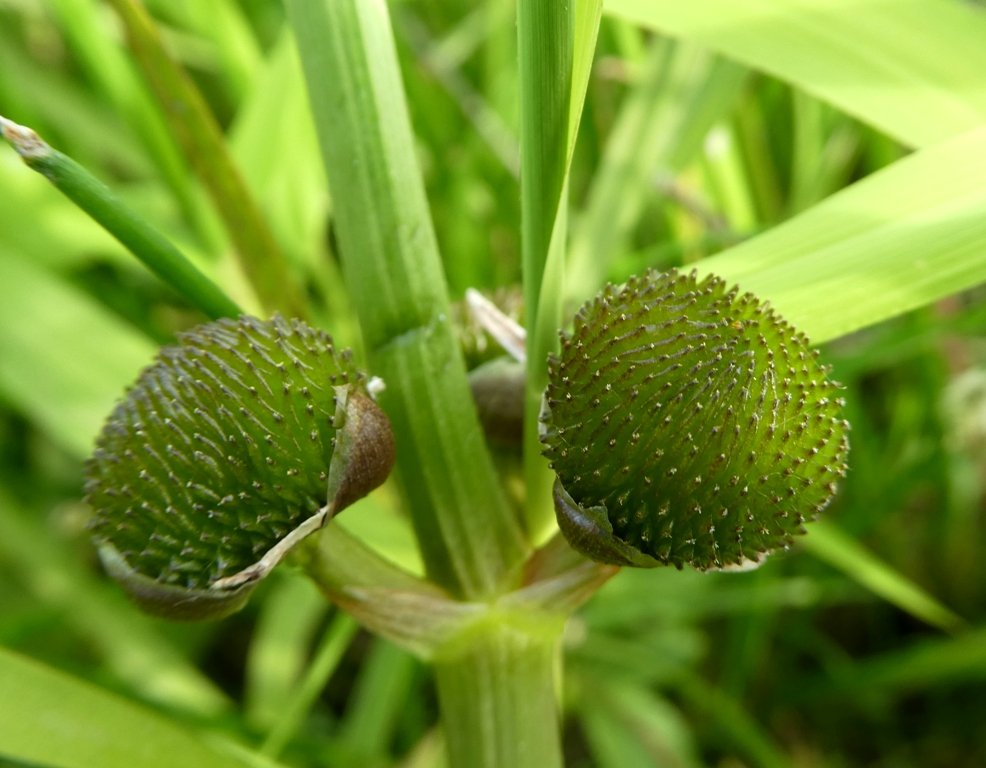
オモダカ属（オモダカ科）の集合痩果

1つの花の複数の雌しべに由来する複数の果実がまとまった構造を形成する場合、これを集合果という。オモダカ科やキンポウゲ科、バラ科では、1つの花の複数の雌しべがそれぞれ痩果となり、これが集合果を形成する例がある（集合痩果 achenetum, aggregate fruit of achenes, etaerio of achenes）。オランダイチゴやヘビイチゴ（バラ科）では、花托が大きくなって多肉質の可食部になり、その表面についた多数の雌しべがそれぞれ痩果となる（下図4d）。このような果実は、特にイチゴ状果とよばれる。またバラ属（バラ科）では、花托が壷状で肉質に発達し、その中の複数の雌しべがそれぞれ痩果になる（下図4e）。このような果実は、バラ状果（cynarrhodium）とよばれる。

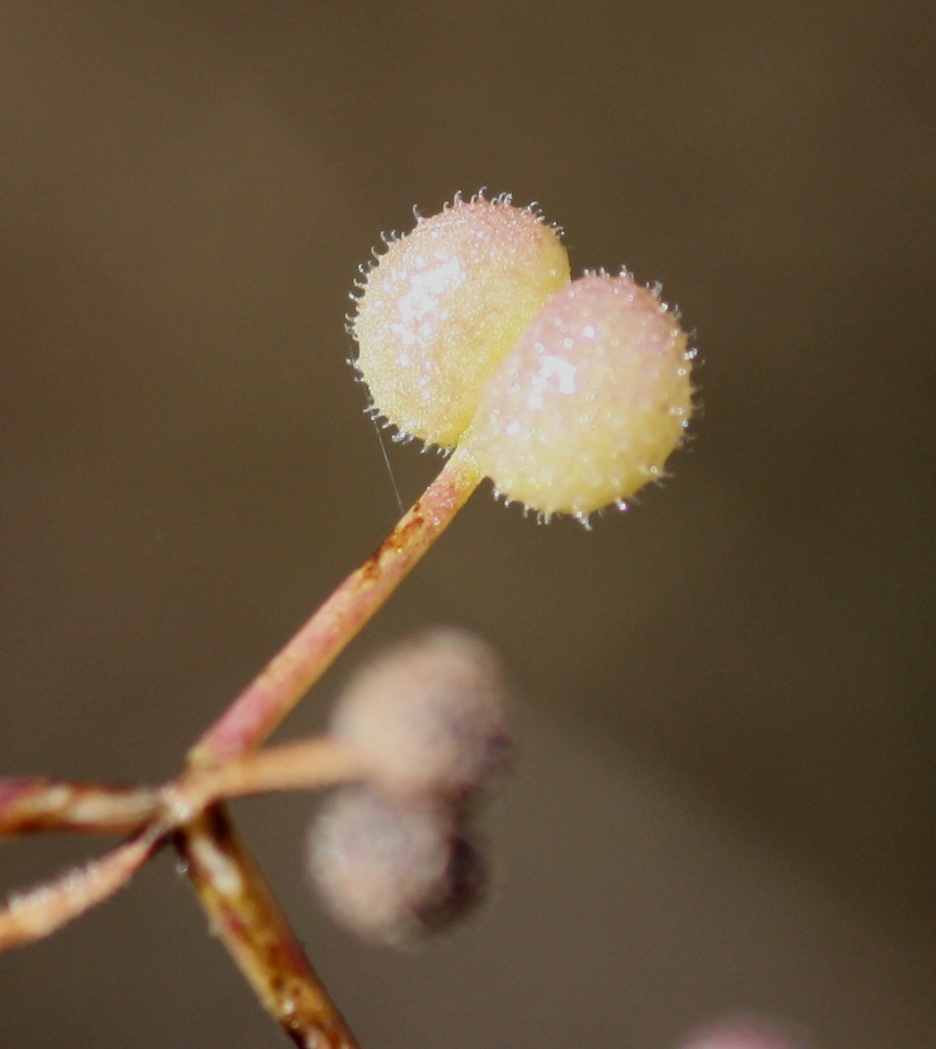
ヤエムグラ（アカネ科）の分離果

1個の雌しべに由来する1個の果実が、種子を含む複数の部分に分離することがある。このような果実は分離果（schizocarp）とよばれ、分離する個々の部分は分果（mericarp, coccus）とよばれる。分果はふつう1個の種子を含み裂開せず、痩果的であることが多い。このような分離果は、ヤエムグラ（アカネ科）、キュウリグサ（ムラサキ科）、ホトケノザ（シソ科）、ヤブジラミ（セリ科）などに見られる。
複数の花に由来する複数の果実がまとまった構造を形成する場合、これを複合果（多花果）という。個々の花の雌しべが痩果となり、これが集まっている複合果（痩果型多花果 achenoconum, multiple fruit of achenes）は、プラタナス（スズカケノキ科）やマツムシソウ（スイカズラ科）に見られる。下記のクワ状果やイチジク状果も、多数の花に由来する痩果が関わる複合果である。

## 痩果が関わる偽果

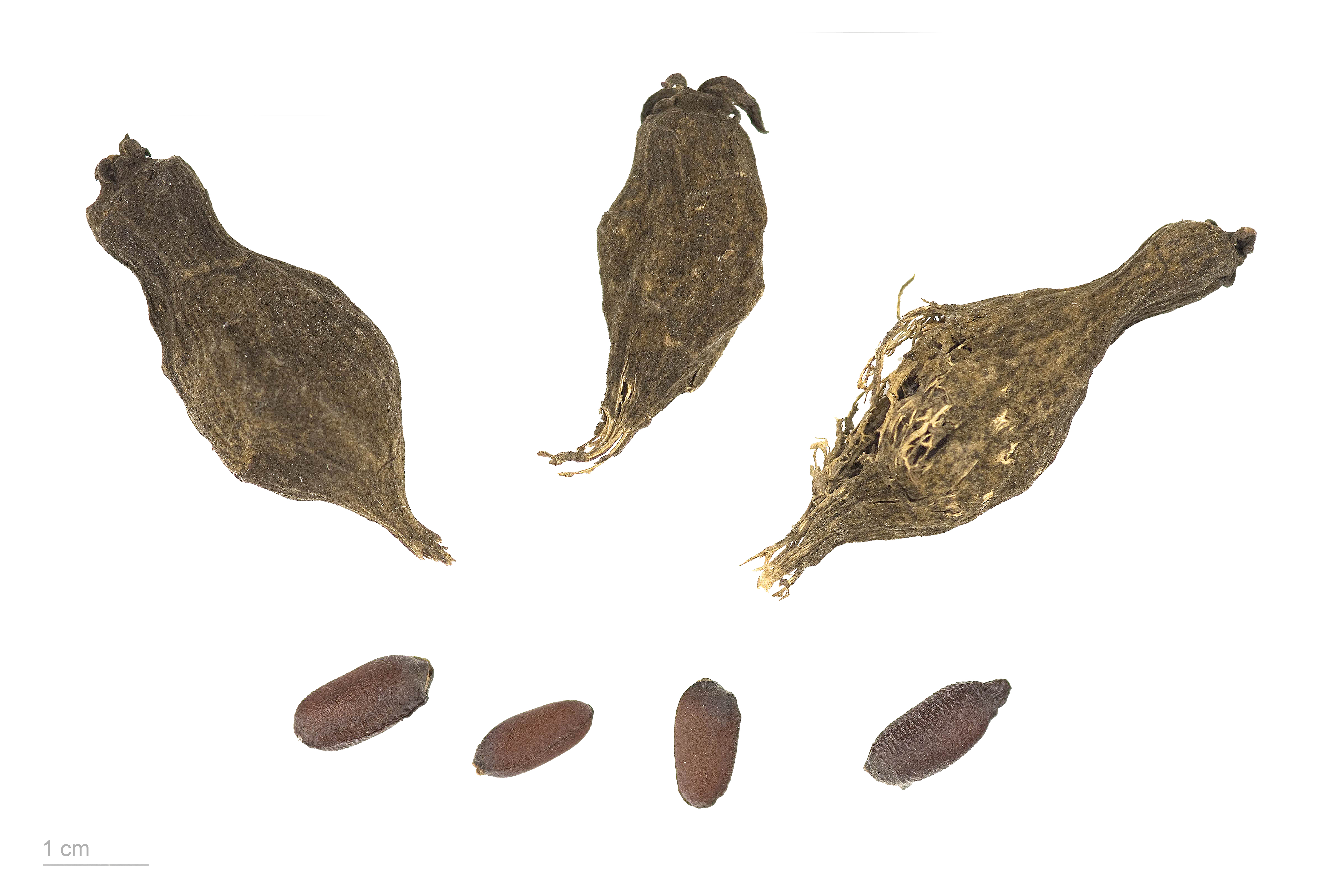
ロウバイ（ロウバイ科）の偽果とそれに含まれる痩果（下）

果実は基本的に雌しべの子房に由来する器官であるが、それに花托や花被など子房以外の部分に由来する構造が多く加わることもあり、このような果実は偽果とよばれる。ロウバイ（ロウバイ科）やキンミズヒキ、ワレモコウ（バラ科）、グミ属（グミ科）などでは、子房に由来する部分は痩果となり、これが花托または萼筒に囲まれて偽果を形成している。上記のバラ状果もこのタイプの偽果である。また上記のイチゴ状果は、花後に花托が大きく成長し、その表面についた多数の子房が痩果になった偽果である。ドクウツギ（ドクウツギ科）やイシミカワ、イタドリ（タデ科）などでは、子房は痩果（または小堅果）となり、これが花被で包まれている。カヤツリグサ科のスゲ属では、痩果（または小堅果）が特殊化した葉である果胞（perigynium）に包まれている。

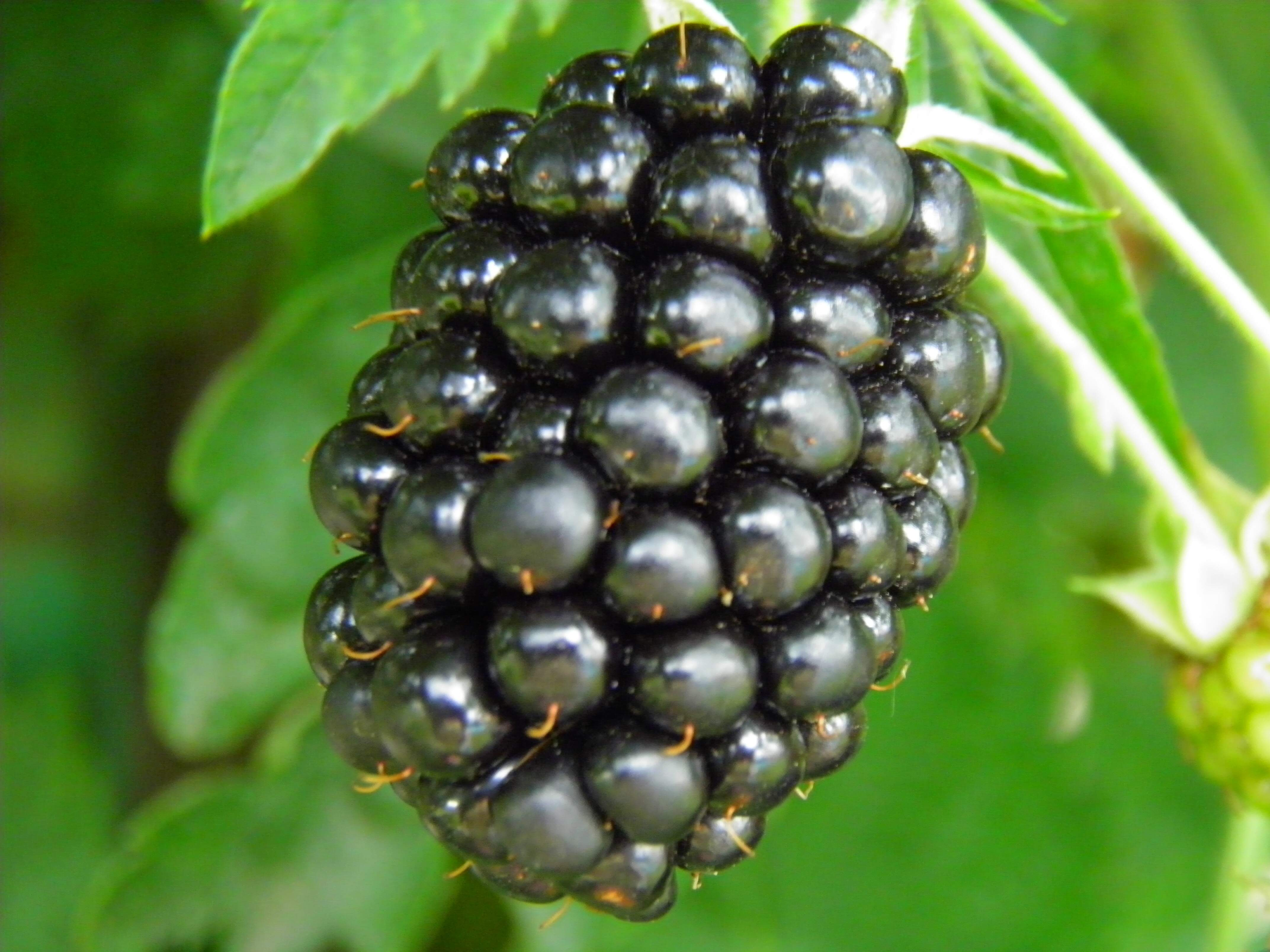
クロミグワ（クワ科）のクワ状果

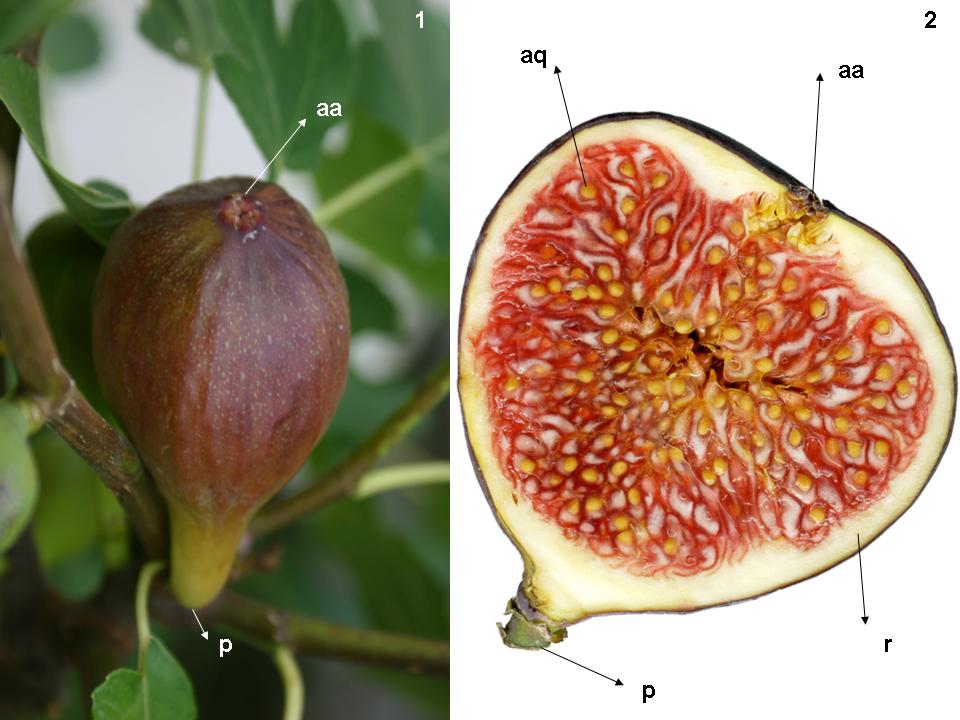
イチジクのイチジク状果（左）とその断面（右）: 果梗 (p)、頂孔 (aa)、花床 (r)、痩果 (aq)

クワやカジノキ、ヒメコウゾ（クワ科）では多数の雌花が集まってつくが、それぞれの花の雌しべが痩果となり、これが肉質になった花被で包まれて偽果となる。さらにこれが多数密集してクワ状果とよばれる複合果（多花果）になる。イチジク属（クワ科）では茎の先端が壷状になり、この中に小さな花（雄花、雌花）が多数ついている（花嚢、隠頭花序）。個々の雌花は痩果を形成するが、花床は肉質化して壷状の花序全体が偽果となり、イチジク状果（syconium）とよばれる。オナモミ属（キク科）ではふつう2個の雌花が総苞に包まれており、それぞれ痩果を形成、表面に多数のトゲをもつ総苞（果苞）が発達して痩果を包み、偽果となる。

## 種子散布

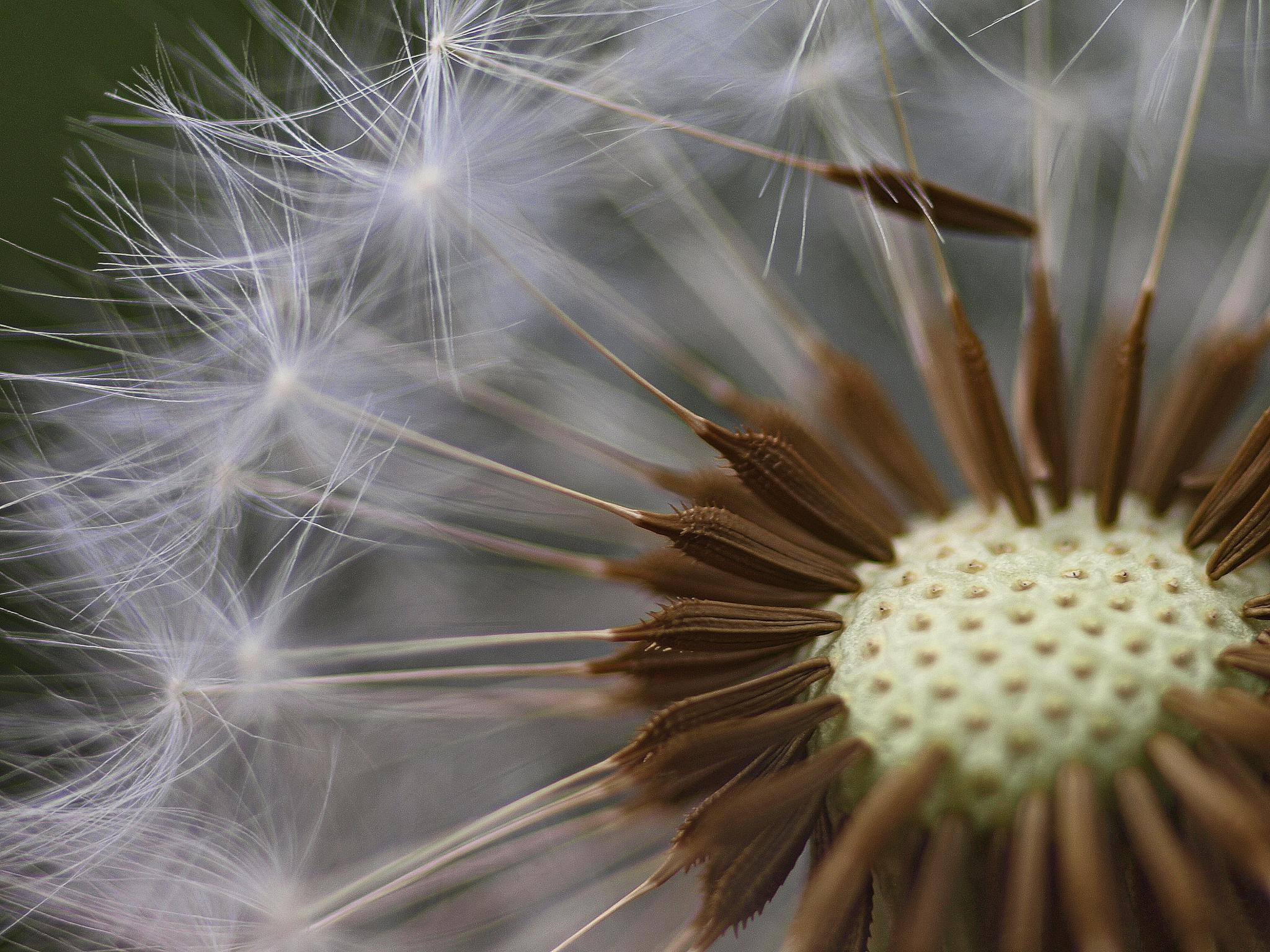
タンポポ属（キク科）の痩果（下位痩果）

痩果は1個の種子を含み裂開しないため、種子散布の際には種子を含んだ果実の形で散布される。
ノアザミやタンポポ、ノゲシ、セイタカアワダチソウ、ノボロギク、フキ、ハルジオン、ノコンギクなどキク科の痩果（下位痩果）の多くは、萼が変形した毛状の冠毛が発達しており、風による散布（風散布）に適している。類似した構造は、ツルカノコソウなどスイカズラ科の一部にも見られる。オキナグサやセンニンソウ（キンポウゲ科）の痩果に残った長く羽毛状の花柱や、プラタナス（スズカケノキ科）の複合果を構成する個々の痩果の基部に密生した多数の毛、ワタスゲ（カヤツリグサ科）の痩果（または小堅果）に付随した花被に由来する綿毛なども、風散布のための構造であると考えられている。

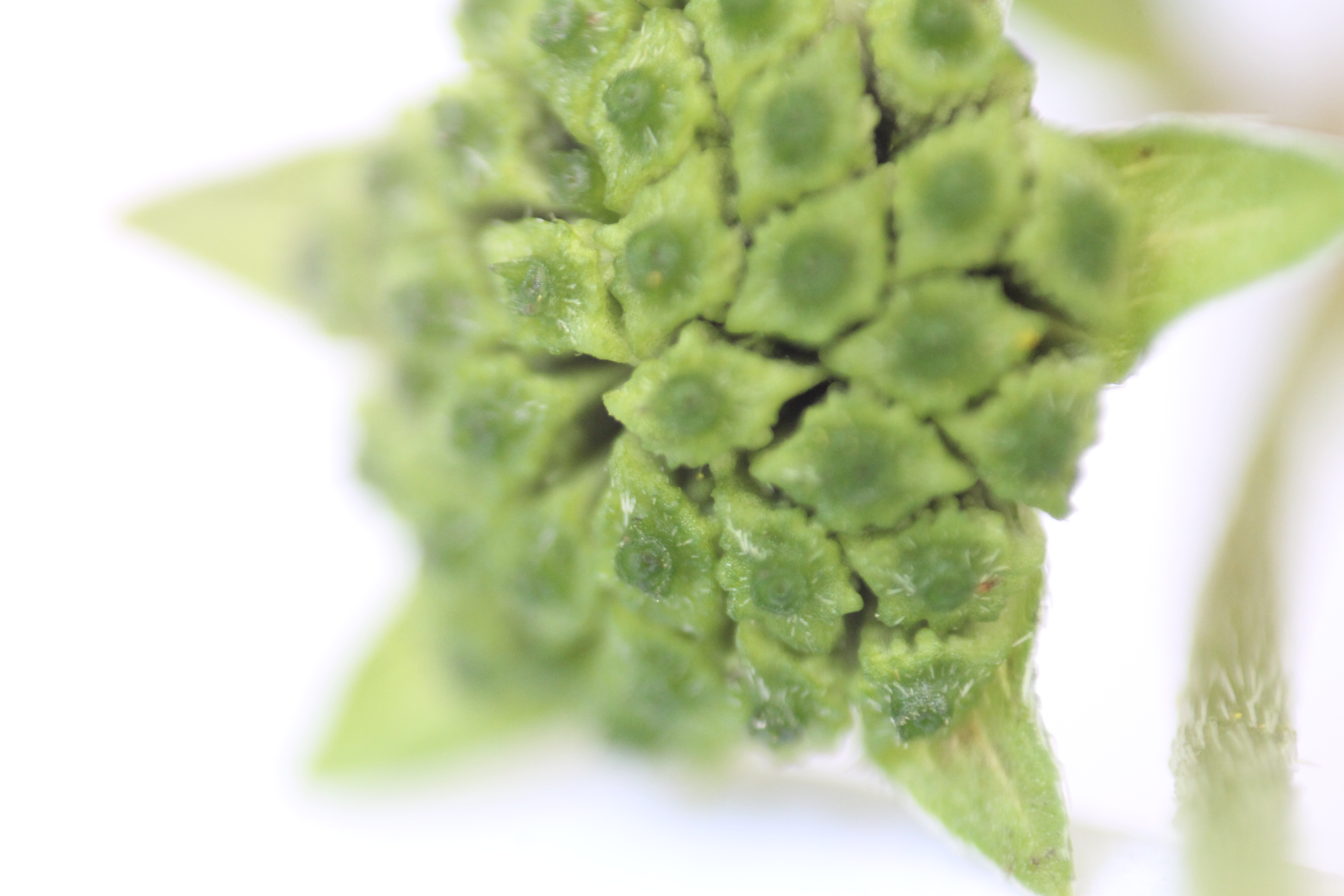
タカサブロウ属（キク科）の痩果（下位痩果）の集合

ヤブマオ（イラクサ科）などでは痩果の縁が薄く翼状になり、スイバやイタドリ（タデ科）では痩果が翼状の花被で包まれ、オトコエシ（スイカズラ科）では花後に苞（花の基部の特殊化した葉）が発達して痩果を取り巻く翼になるが、これらの構造も風散布のためと考えられている。またケヤキ（ニレ科）では痩果と枯葉がついた小枝が散布単位となり、枯葉が風を受けて小枝ごと痩果が散布される。
タカサブロウ（キク科）などの痩果（下位痩果）は軽くコルク質であり、水で流されて散布（水流散布）される。オナモミ属では2個の痩果がコルク質で刺をもつ総苞につつまれており、動物付着に加えて（下記参照）水に浮いて流されることで散布されると考えられている。また水生植物であるオモダカ（オモダカ科）の痩果は周囲が扁平で翼状になっており、水中を流れて散布される。
ミズヒキ（タデ科）やダイコンソウ（バラ科）では痩果に残った花柱の先端がカギ状になり、キンミズヒキ（バラ科）では複数の痩果を包んだ花托筒（萼筒）の前縁にカギ状の刺が多数あり、センダングサ属（キク科）の痩果（下位痩果）には萼に由来する考えられている刺がある。これらの構造は、動物に付着して散布（付着散布）されることに用いられる。またノブキやヤブタバコ、ヌマダイコン（キク科）の痩果（下位痩果）は粘液質を分泌し、動物付着散布される。キク科では、メナモミのように痩果を取り囲む総苞片に粘液質の腺毛をもつ例や、オナモミ属のように痩果を完全に包んだ総苞に刺をもつ例もあり、これによって動物に付着する。
イチゴやヘビイチゴ（バラ科）のイチゴ状果では発達した多肉質の花托上に多数の痩果がついており、動物に食べられて種子を含む痩果が排出されることで種子散布（被食散布）される。壷状になった多肉質の花托中に痩果を含むバラ属のバラ状果や、痩果が多肉質の萼筒に包まれたグミ属の果実、痩果が多肉質の花被に包まれたイシミカワやドクウツギの果実、多肉質の花被に包まれた痩果が多数集まったクワ状果、痩果を含む壷状の花床が多肉質になったイチジク状果なども、被食散布される。いずれも、痩果以外の部位が可食部になっている。

## ギャラリー

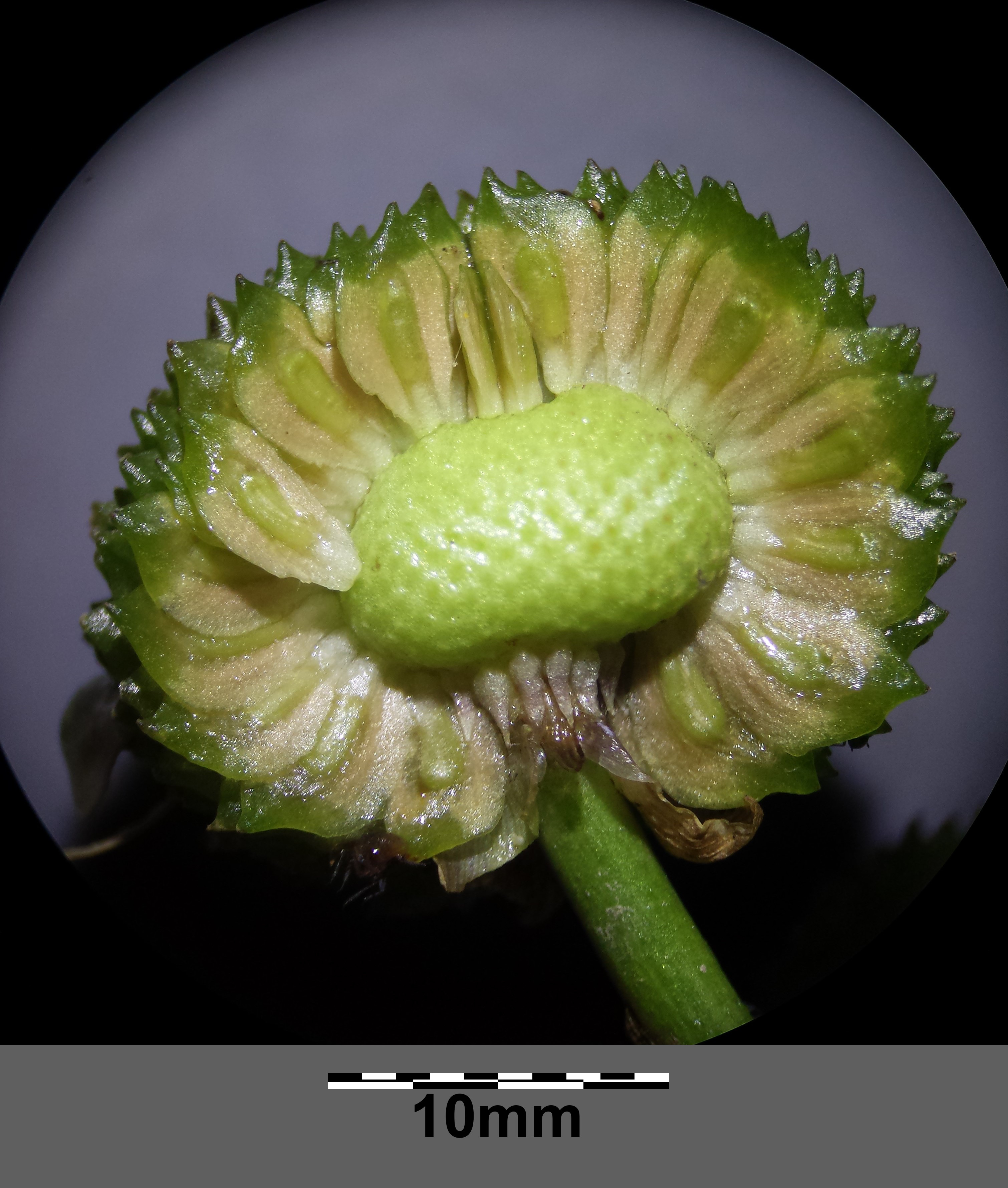
Sagittaria sagittifolia（オモダカ科）の花托についた多数の痩果
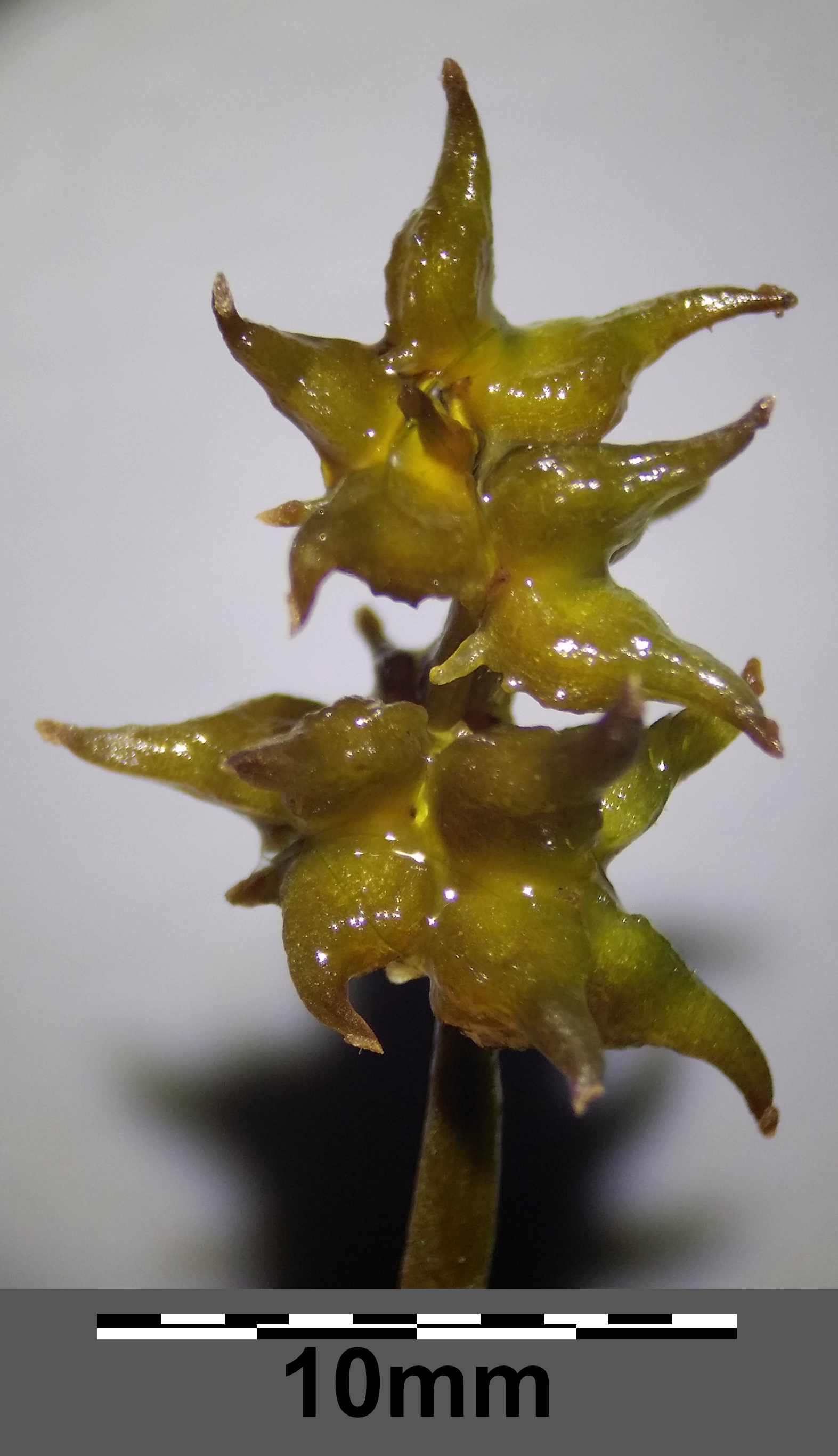
エビモ（ヒルムシロ科）の痩果
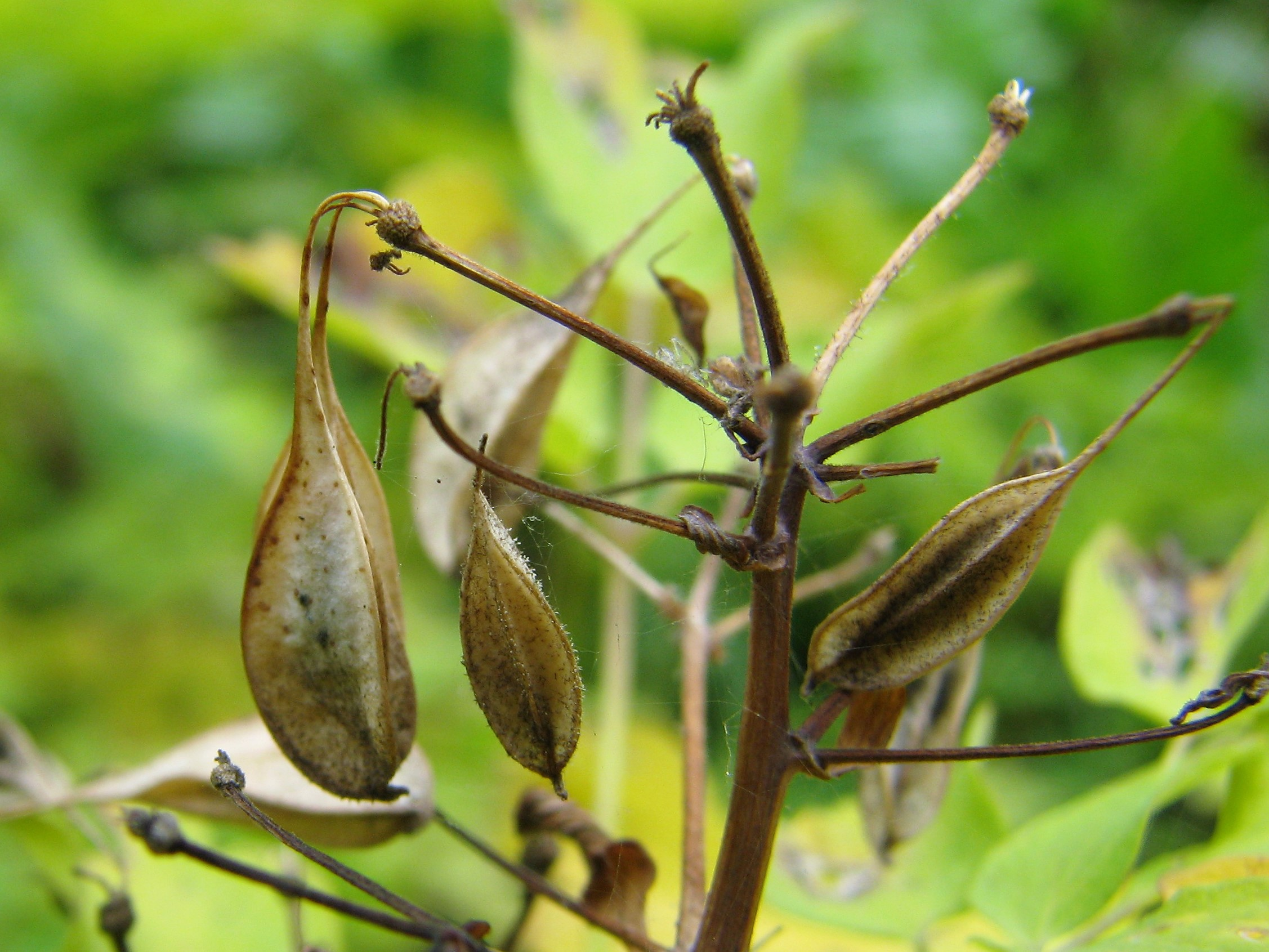
Thalictrum aquilegifolium（キンポウゲ科）の痩果
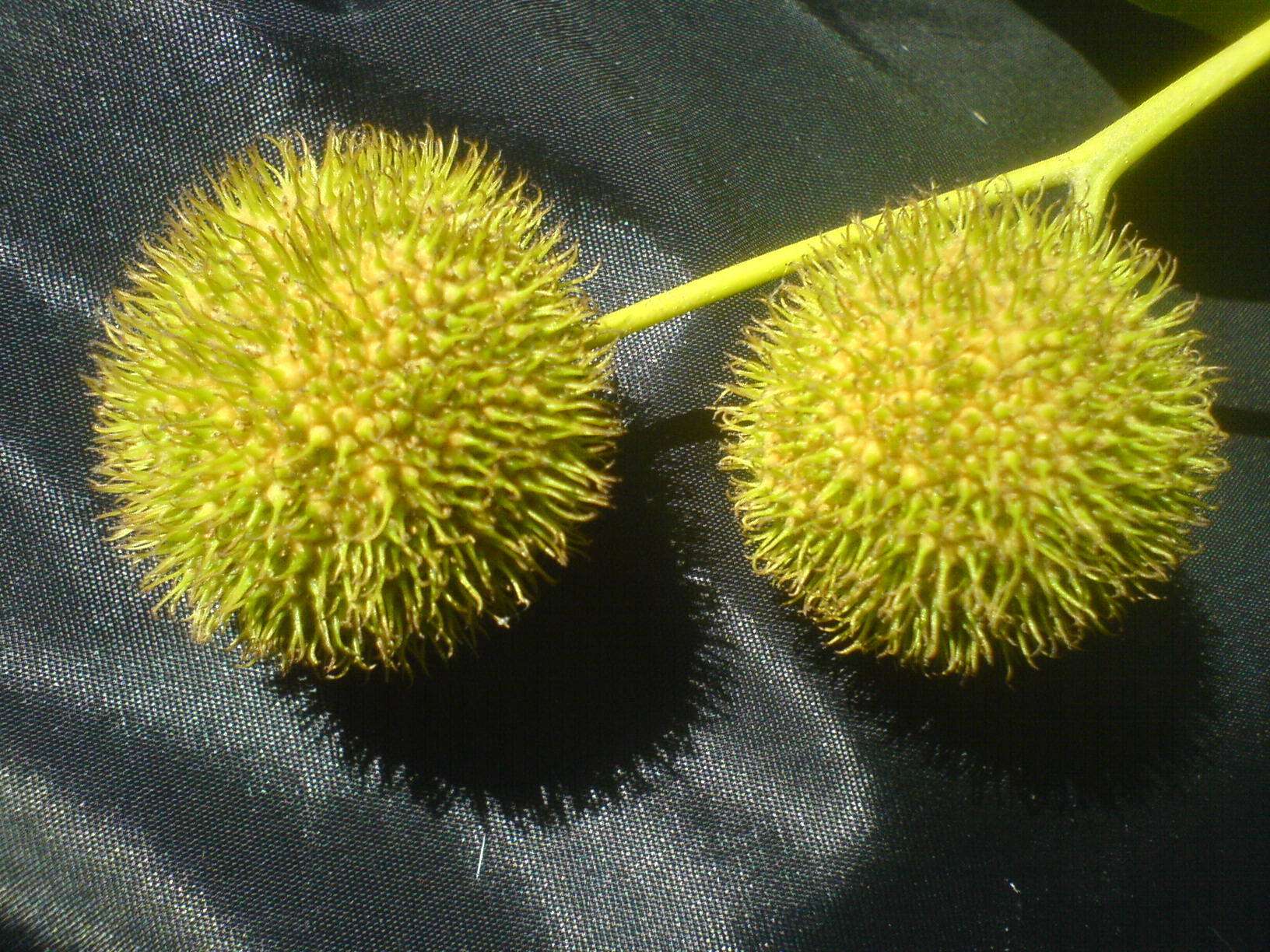
プラタナス（スズカケノキ科）の痩果型多花果
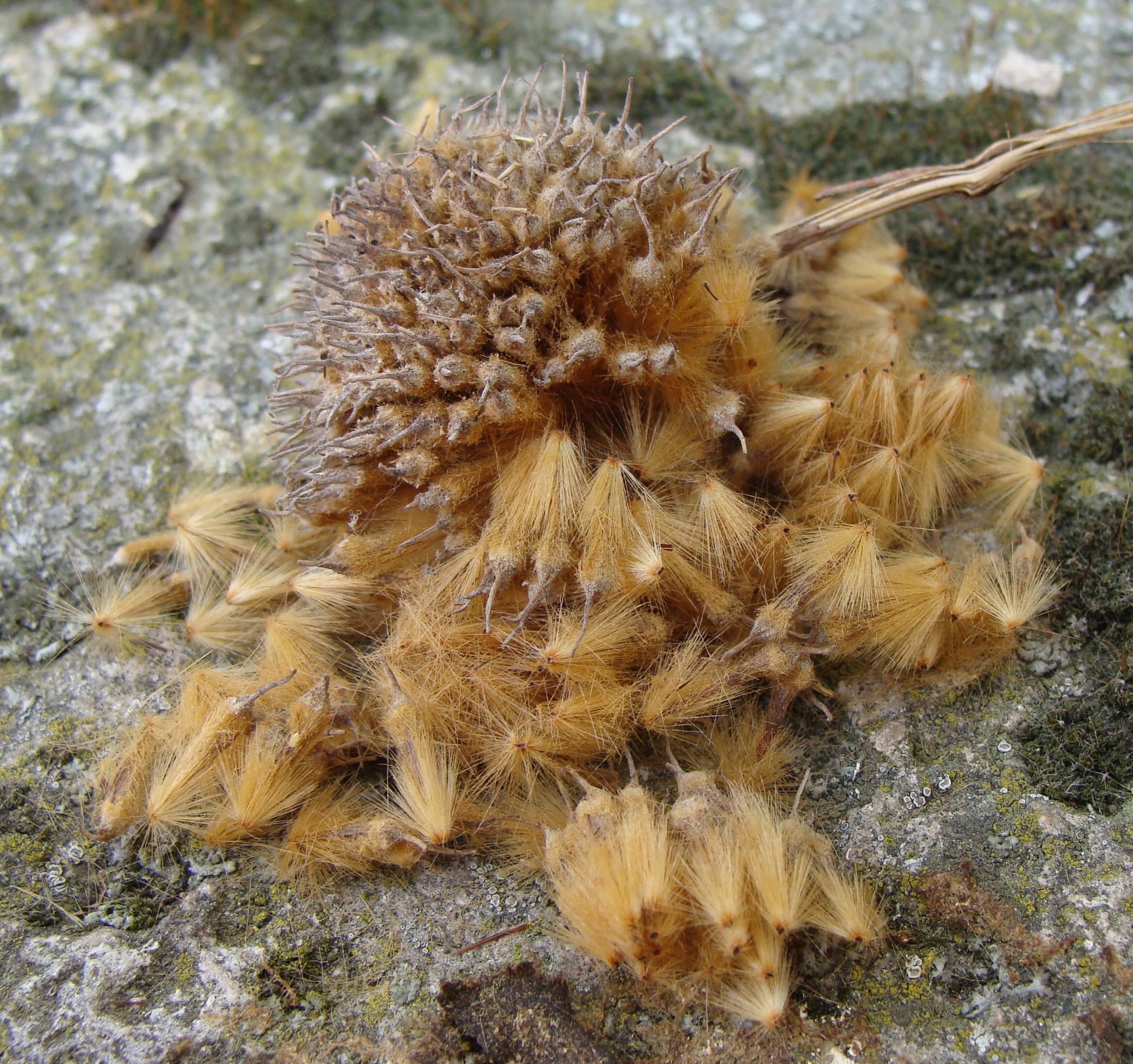
プラタナスの多花果を崩したもの
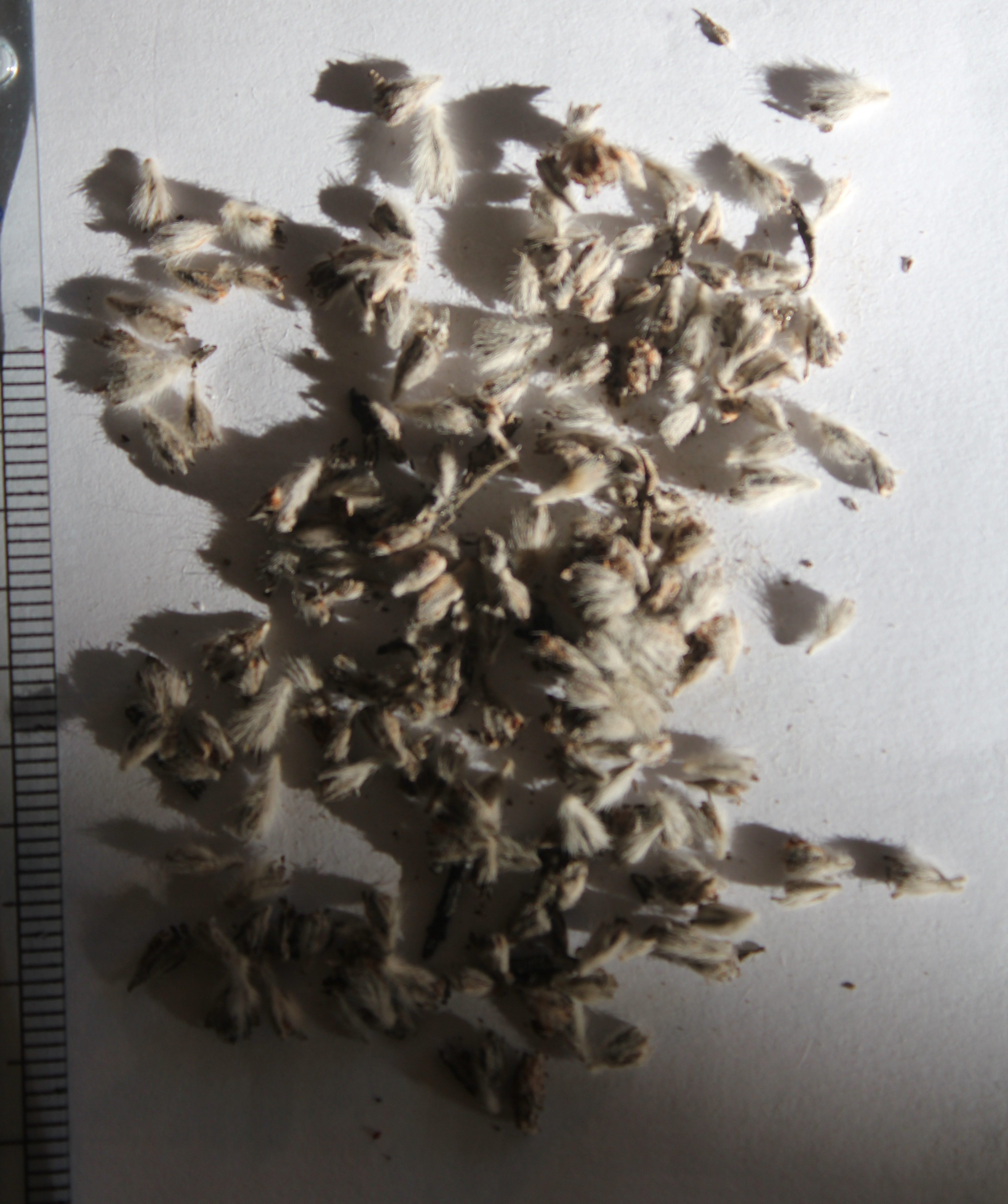
Forsskaolea angustifolia（イラクサ科）の痩果
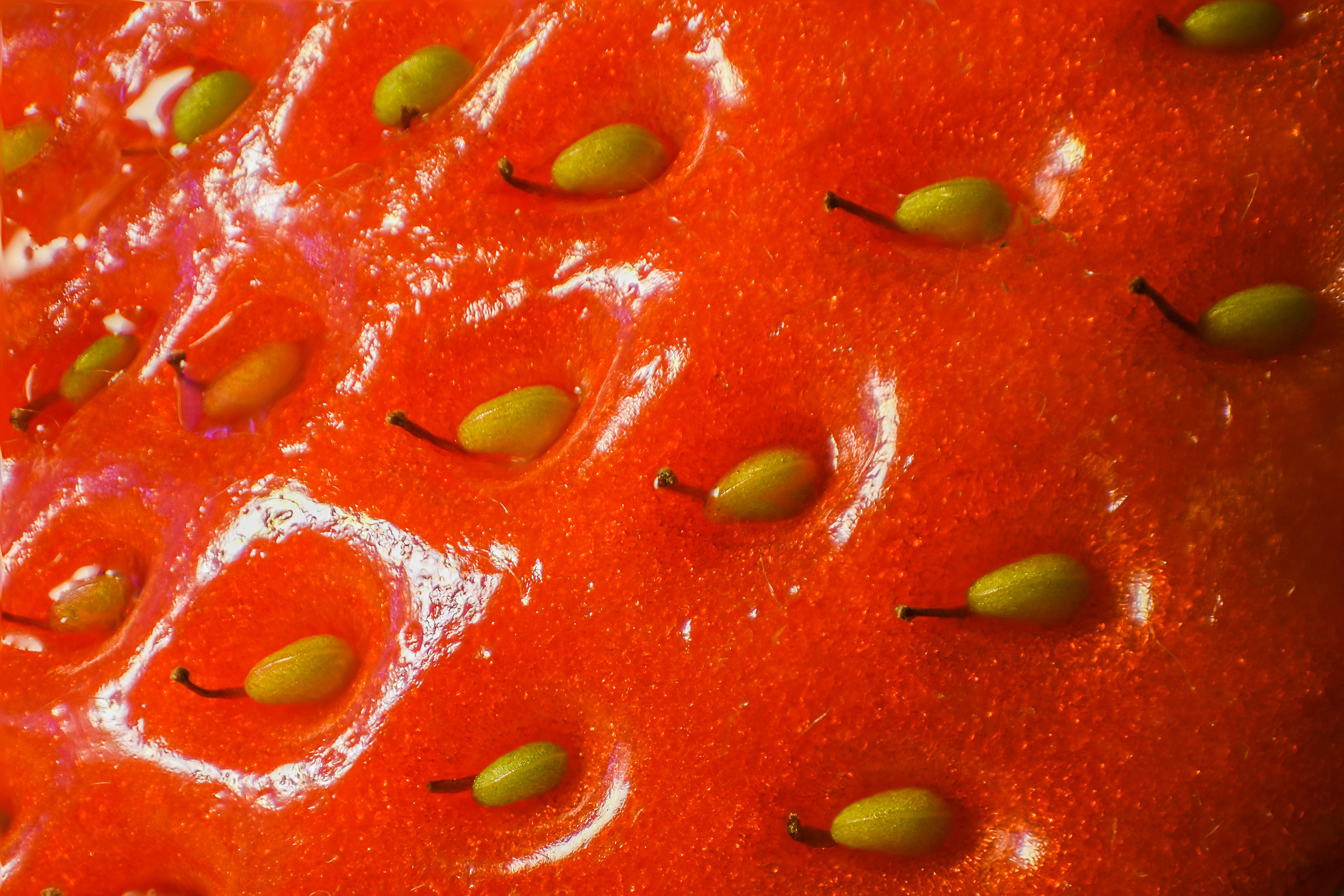
イチゴ（バラ科）の痩果
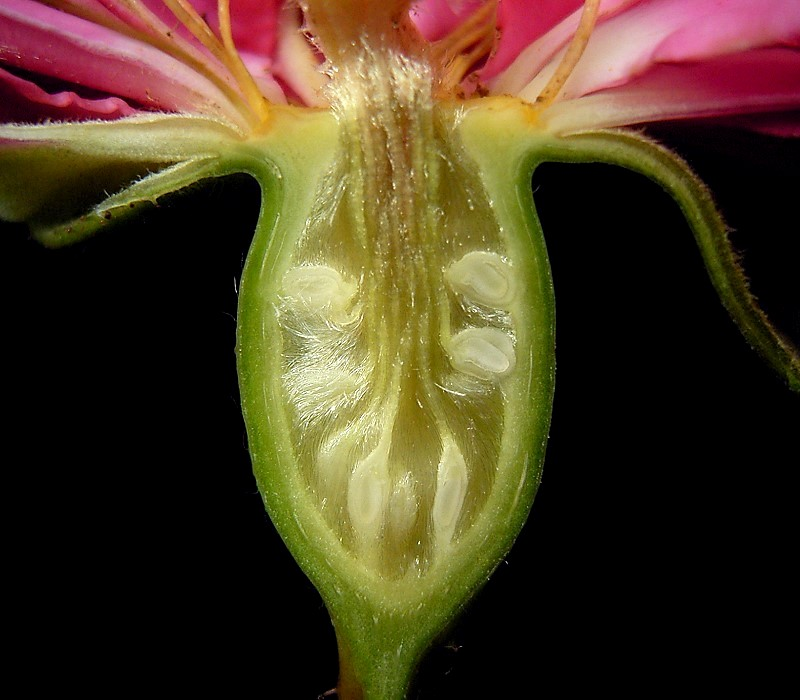
バラの花の断面: 花托筒中に複数の雌しべがあり、それぞれ痩果になる
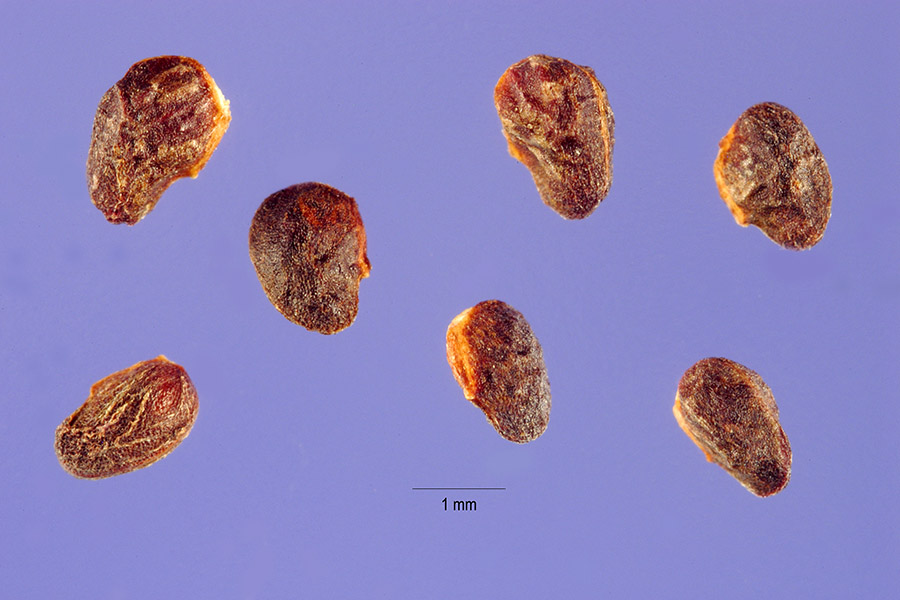
エゾツルキンバイ（バラ科）の痩果
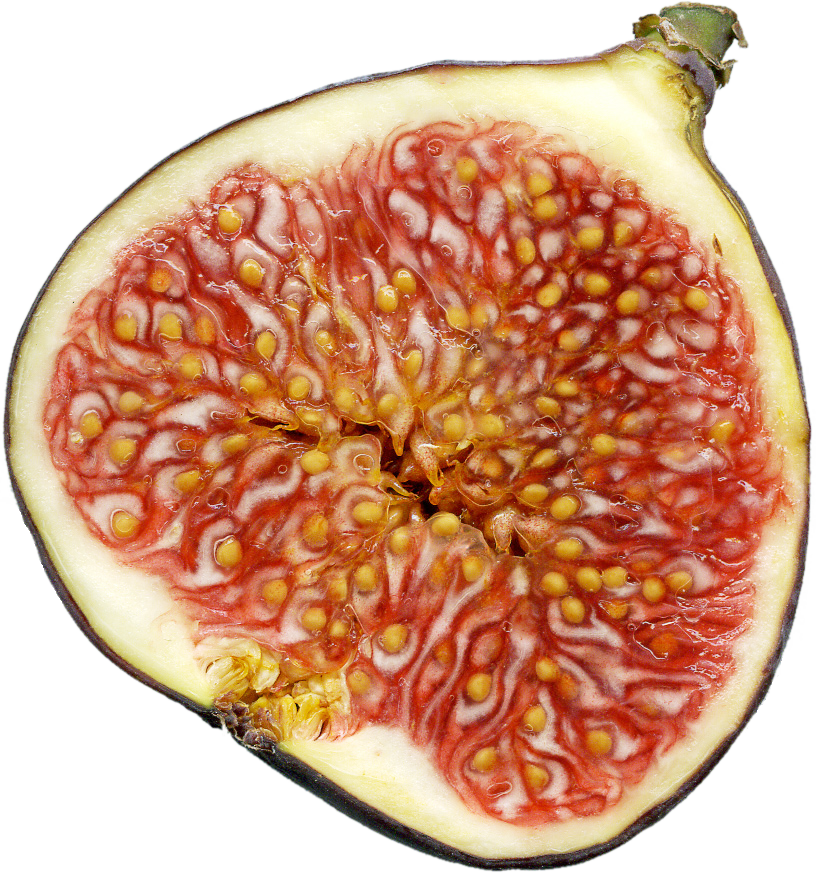
イチジク（クワ科）のイチジク状果断面
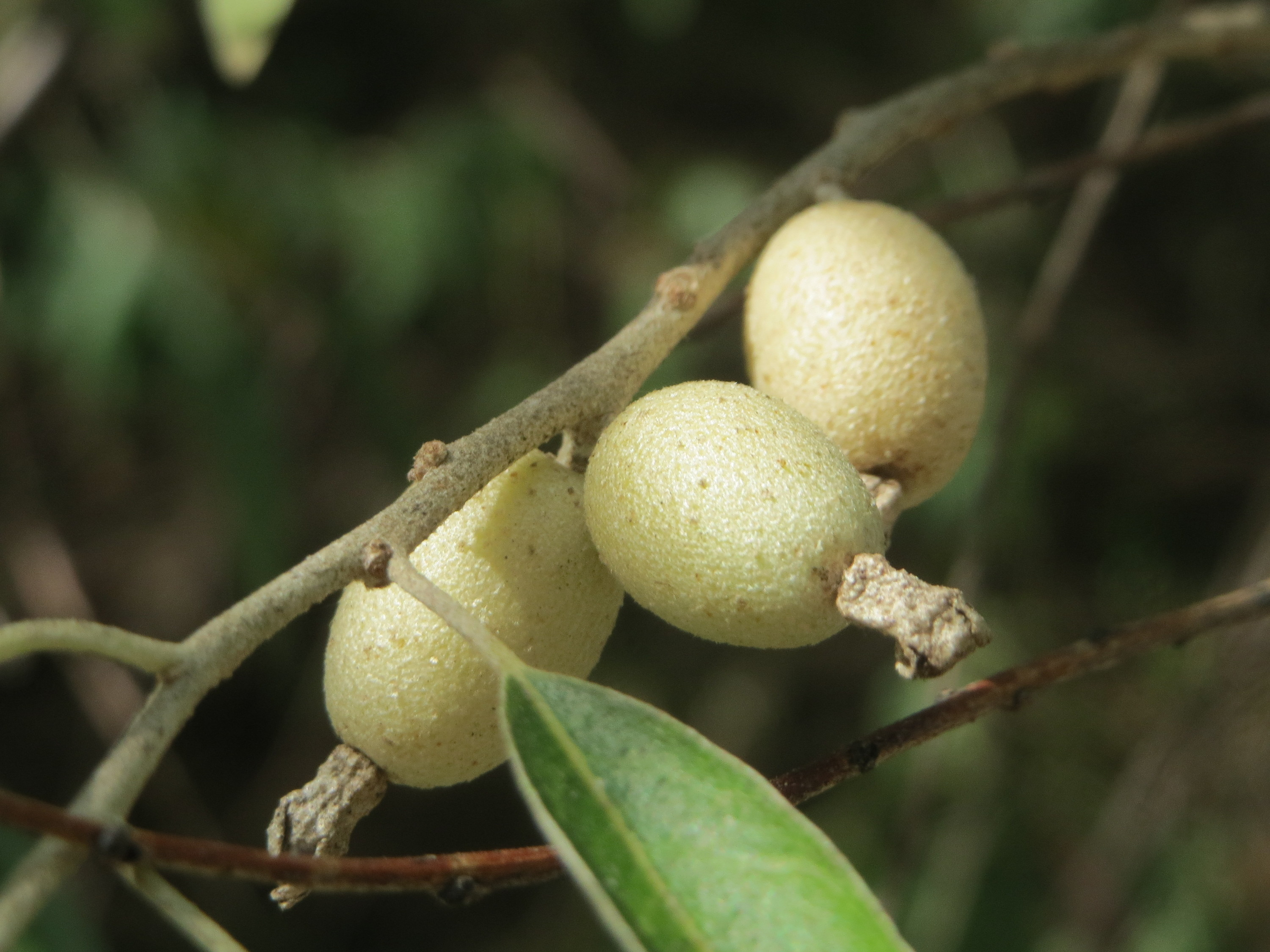
ヤナギバグミ（グミ科）の果実
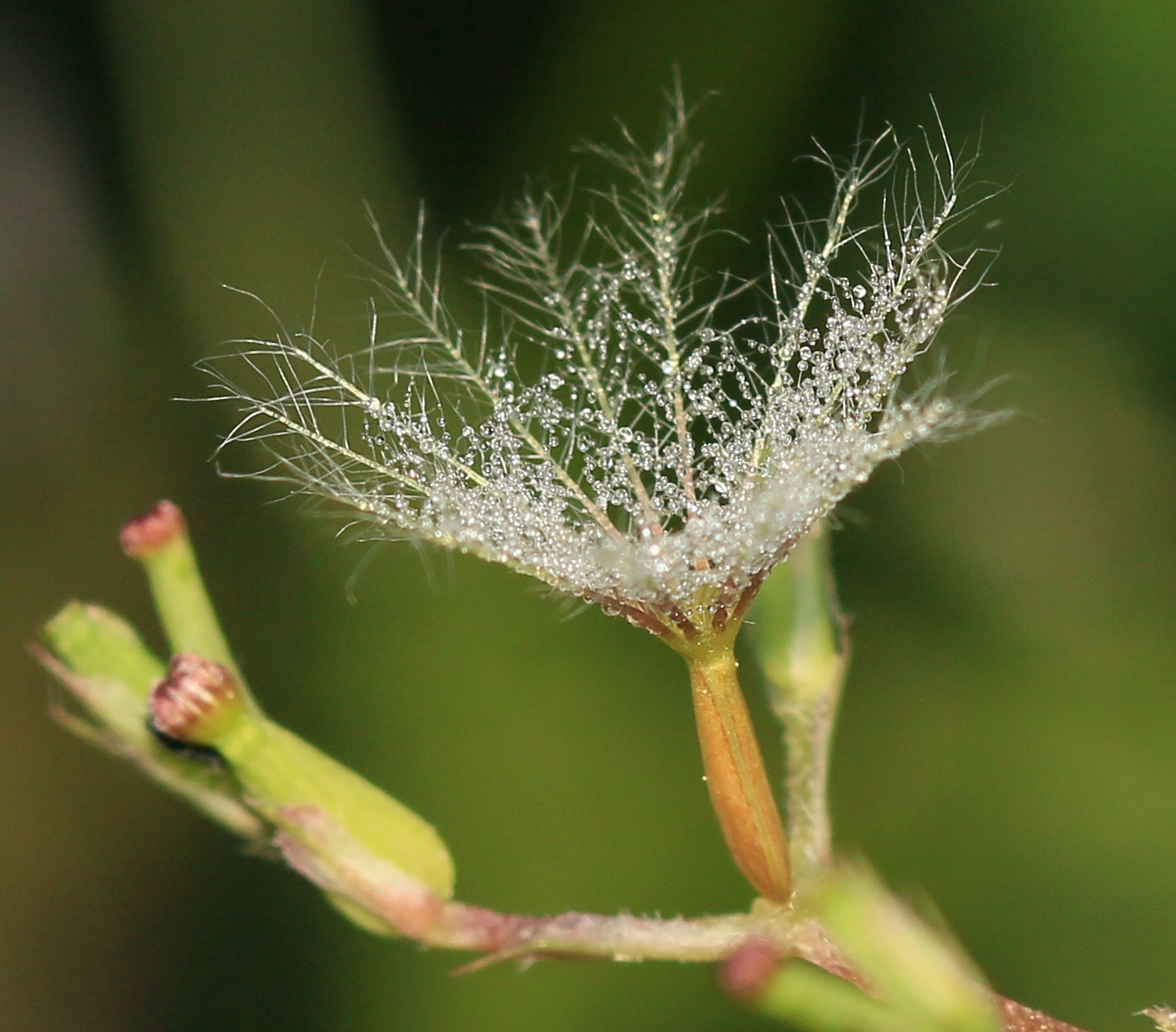
セイヨウカノコソウ（スイカズラ科）の痩果（下位痩果）